# 天頂系列運載火箭

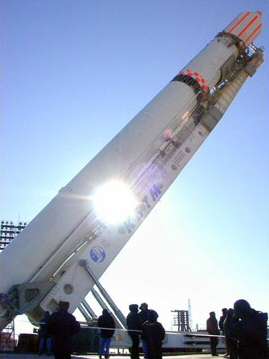
起竖中的天顶-2

天顶号运载火箭（俄语：Зени́т）苏联在1970年代研制的一个大型运载火箭系列，包含多种型号。天顶号是苏联解体前所发展的最先进的一种火箭，但其主要生产设备位于乌克兰，俄罗斯只提供一些重要组件（如发动机）。因此在俄乌分家后，俄罗斯为了不在航天发射领域受制于人，已准备用新研制的安加拉号火箭来替代它。但在目前安加拉号尚未完成的情况下，俄罗斯为了发射某些载荷仍需与乌克兰合作生产天顶号（主要是两级型的天顶-2）。此款火箭後來也在商用化上找到出路，用于商业发射的天顶号（天顶-3SL）则由乌克兰、俄罗斯、挪威和美国波音公司共同投资组成的一个合资企业海上发射公司进行运作。

## 简介
天顶号火箭是苏联政府在1976年正式批准进行研制的，主要设计工作被分配给了位于乌克兰的南方设计局。南方设计局是苏联最主要的洲际导弹研制单位，曾在弹道导弹基础上开发过宇宙号、旋风号等多种运载火箭。天顶号是该设计局在苏联解体前完成的最后一种火箭，由R-36M洲际弹道导弹（北约代号SS-18“撒旦”）的设计者弗拉基米尔·乌特金任总设计师。
天顶号的设计工作与苏联当时最具野心的航天计划——能源-暴风雪号航天飞机计划捆绑在一起。之所以出现这种情况，是因为苏联工程师打算直接用天顶号火箭的第一级作为能源号火箭的助推器，并为之配套发展一种大推力液体火箭发动机。由格鲁什科领导的设计团队研制了供能源号与天顶号使用的RD-170/RD-171型高压补燃液氧煤油发动机。能源号火箭的助推器使用RD-170，而天顶号火箭则使用RD-171；二者的区别在于，RD-170的推力矢量喷管只能沿一个方向轴摆动，RD-171的喷管则可以沿两个方向轴摆动。RD-170/RD-171是迄今为止世界上推力最大的液体火箭发动机，其真空推力高达7903kN。由于威力强大，天顶号火箭的第一级只需安装一台发动机。
整个天顶号工程的原本目的是要发展一个通用的，拥有小、中、大三种型号的火箭家族（类似俄罗斯现在的安加拉号计划）。按照南方设计局给出的资料，这三种型号的工程代号分别是11K55（小型），11K77（中型）和11K37（大型）。但实际上，最后只有中型型号（11K77）得到了发展，其它两种型号都被放弃了。11K77工程的结果就是天顶-2运载火箭。
天顶号火箭拥有许多优点。它使用无毒无污染的液氧/煤油推进剂组合，而其它一些苏联运载火箭（如质子号）则使用有剧毒的肼类推进剂。天顶号的发射工序实现了完全无人化：火箭可以被机械装置自动吊装在发射台上并连上必须的地面控制管线，其后在发射准备、点火或因发射任务取消而须从发射台上撤下火箭时都不需要进行手动操作，从而大大减少了因发射事故导致人员伤亡的可能性。此外，天顶号的发射台不包含会在发射时被烧毁的设备，因此在一次发射完成5小时之后，就可以再次进行发射。
在苏联时代，天顶号火箭的部件是由位于俄罗斯和乌克兰的许多机构分别生产的，最后的总装则由位于第聂伯罗彼得罗夫斯克（在乌克兰）的南方设计局完成。

## 主要型号
关于天顶号火箭各型号的具体参数，请分别参见其主题条目：
- 天顶-2（包括天顶-M，天顶-2SLB）
- 天顶-3SL（包括天顶-3SLB）

并不存在“天顶-1”火箭；“天顶-1”的代号是用来指代能源号火箭的液体助推器的。
在整个苏联时期，只生产过两级型的天顶-2，从哈萨克斯坦的拜科努尔发射场发射（原本计划在普列谢茨克发射场修建的一套发射设施因苏联解体而未能完工，现已被改造为安加拉号火箭的发射台）。20世纪末，为了竞争国际商业发射服务市场，乌克兰与俄罗斯共同开发了三级型的天顶-3SL（三级型天顶号的设计方案则是在苏联时代就有了），由乌、俄、美、挪共同控股的海射公司运作。天顶-3SL使用位于太平洋赤道区域的奥德赛发射平台。最近为了适应商业市场的需要，海射公司又推出了可以在陆地上发射的天顶-3SL改型，称为天顶-3SLB。2007年，乌克兰与俄罗斯又推出了天顶-2的改进型天顶-M。还有一种两级型天顶号“天顶-2SLB”正在开发之中。
由于安加拉号火箭研制进度的拖慢，天顶号被定为俄罗斯新一代载人飞船“快船号”的备选运载工具之一，但具体使用哪一型号尚不得而知。